# لیا ویلیامز
لیا ویلیامز (انگلیسی: Lia Williams؛ زادهٔ ۲۶ نوامبر ۱۹۶۴) هنرپیشه، کارگردان اهل بریتانیا است.
از فیلم‌ها یا برنامه‌های تلویزیونی که وی در آن نقش داشته‌است می‌توان به شاه زنده است، آخر هفته کثیف، ناخوانده و نورآتش اشاره کرد.